# Stade Pierre de Coubertin (Paryż)
Stade Pierre de Coubertin – obiekt widowiskowo-sportowy w Paryżu, otwarty w 1937 roku. Z hali korzysta klub piłki ręcznej Paris Saint-Germain Handball oraz klub koszykówki Paris-Levallois Basket. Hala liczy 4016 miejsc.
Obiekt nosi imię Pierre de Coubertina – francuskiego historyka i pedagoga, uważanego za twórcę nowożytnego ruchu olimpijskiego.
Obiekt wykorzystywany jest do rozgrywania m.in. imprez tenisowych, zawodów karate, judo, badmintona, piłki ręcznej i koszykówki. W hali odbywa się turniej tenisowy – Open GDF Suez.